# Artieda
Artieda ist eine spanische Gemeinde im Pyrenäenvorland am Rande des Jakobswegs. Sie liegt in der Comarca Jacetania in der Provinz Saragossa der Autonomen Gemeinschaft Aragonien.
Das Dorf liegt auf einem Hügel an der südlichen Seite der Senke, die Canal de Berdún genannt wird und nahe der Yesa-Talsperre und ist als Wehrdorf angelegt. Es ist von Jaca und Pamplona über die Nationalstraße 240 und über den Jakobsweg zu erreichen.

## Geschichte
Auch wenn die Gründung als villa erst für 1276 dokumentiert ist, gibt es für Artieda schon Zeugnisse aus der römischen Epoche. In den Flurstücken Campo de royo, Forao de la tuta, Viñas del Sastre und Corrales de Villasués gibt es weitere archäologische Fundstätten der Römerzeit.
Aus dem Mittelalter ist mindestens ein Wechsel des Grundherren bekannt und spätestens ab 919 gehörte das Dorf zum Kloster Leyre, weil es zu dieser Zeit seinen Zehnt dorthin abführte.

## Architektur
Das Dorf hat sich weitgehend seinen mittelalterlichen Charakter erhalten. Es ist von der volkstümlichen Architektur der aragonesischen Bergregionen geprägt, es gibt aber auch Gebäude mit Renaissance- und klassizistischen Einflüssen wie die Casa del Hospital.
Die einschiffige Kirche stammt aus der Romanik und ist dem hl. Martin geweiht. Im Zuge leichter Umbauten wurden im 17. Jahrhundert zwei Kapellen eingebaut. Die Altar-Retabel stammen ebenfalls aus dem 17. und 18. Jahrhundert.
Außer der Pfarrkirche befinden sich auf dem Gemeindegebiet noch mehrere Einsiedeleien: Ermita de San Pedro, Ermita de San Babil, Ermita de Santa Lucía, Ermita de Santa Cruz und Ermita de San Tornil.
Ein anderes wichtiges Gebäude ist die schon erwähnte Casa de los Diezmos, die aufgrund einer Schenkung durch das Königspaar Sancho Garcés und Toda de Navarra vom 18. März 918 gebaut wurde.

## Klima
Das Klima in der Canal de Berdún ist ein trockenes mediterran-kontinentales Bergklima. Für die Pyrenäen und die sie umgebenden Bergzüge bedeutet das milde Sommer und lange und kalte Winter.

## Bevölkerungsentwicklung
|        | 1996 | 1997 | 1998 | 1999 | 2000 | 2001 | 2002 | 2003 | 2004 | 2005 |
| Gesamt | 105  | .    | 103  | 103  | 100  | 106  | 111  | 104  | 107  | 108  |
| männl. | 56   | .    | 57   | 57   | 57   | 61   | 63   | 62   | 65   |      |
| weibl. | 49   | .    | 46   | 46   | 43   | 45   | 48   | 42   | 42   |      |

## Wirtschaft
Artieda lebt von Landbau und Viehwirtschaft. Traditionell bewirtschaften die Dorfbewohner Gemüsegärten für den eigenen Bedarf. Erst vor kurzer Zeit haben sich mit dem Jakobsweg und dem ländlichen Tourismus weitere Erwerbsquellen erschlossen, auf die man im Dorf mit einer Pilgerherberge und einer Casa rural reagierte.

## Feste und Traditionen
- 6. Januar: Cabalgata de Reyes, Dreikönigsfest für Kinder
- Februar: Karneval, allgemeines Verkleiden, die Jugendlichen ziehen durchs Dorf und erbitten Spenden für ein großes, gemeinsames Dorfessen
- Karwoche: verschiedene Prozessionen u. a. Kreuzweg mit Stationen an den einzelnen Häusern, an deren Balkons weiße Laken gehängt werden.
- Ostersonntag: statt der Glocken rufen laute Ratschen zur Messe
- Pfingstsonntag: gemeinsames Dorfessen in der Einsiedelei Ermita de San Pedro
- 11. November, Martinstag: gemeinsames Dorfessen auf dem Dorfplatz
- 24. Dezember, Heiligabend: großes Feuer auf dem Dorfplatz, an dem sich die Dorfbewohner versammeln, Wurstwaren braten und Punsch oder vino quemado, eine Art Glühwein, trinken.